# 아리스토불로스 페트메자스
아리스토불로스 페트메자스(그리스어: Αριστόβουλος Πετμεζάς)는 그리스의 사격 선수이며 체조 선수이다. 그는 아테네에서 열린 1896년 하계 올림픽에 참가했다.
카라긴노풀로스는 군사소총 종목과 군사권총 종목에 참가했다. 기록과 순위는 알 수 없으며 소총에서는 13위~41위, 권총에서는 6위~13위에 드는 것만 알 수 있다.
체조 안마 종목에도 참가 했으나 메달을 따지 못했으며 순위 또한 알지 못한다.